# Critica della tolleranza
La Critica della tolleranza è un'opera filosofico-politica scritta da Robert Paul Wolff, Barrington Moore jr. e Herbert Marcuse e pubblicata per la prima volta da Beacon Press nel 1965.
Il titolo del lavoro (la cui traduzione letterale è Critica della tolleranza pura) è ispirato al celebre scritto kantiano Critica della ragion pura. Il volume, infatti, contiene alcune idee non estranee al filosofo tedesco; tuttavia l'intenzione degli autori non è quella di limitare il proprio giudizio al soggetto trascendentale (tolleranza pura), bensì essi estendono la critica alla tolleranza pratica, ovvero al soggetto empirico.

## Struttura dell'opera
L'opera si compone di tre saggi, ognuno scritto da uno dei tre autori e incentrato su una diversa sfaccettatura del concetto di tolleranza:
- Al di là della tolleranza di Robert Paul Wolff;
- Tolleranza e scienza di Barrington Moore jr.;
- La tolleranza repressiva di Herbert Marcuse.

### Al di là della tolleranza
Il saggio di Wolff analizza la relazione tra tolleranza e pluralismo politico nel sistema sociale statunitense. La trattazione è suddivisa in tre parti e viene così presentata dall'autore:
(Robert Paul Wolff)
La tesi di fondo che il politologo statunitense sostiene è quella secondo la quale tolleranza e pluralismo dovrebbero essere superate (in senso hegeliano), nonostante abbiano contribuito positivamente allo sviluppo storico degli Stati Uniti, poiché l'evoluzione della situazione politica ha creato la necessità di una nuova concezione della comunità sociale.

### Tolleranza e scienza
Il sociologo Barrington Moore jr. dedica il suo saggio alla discussione del rapporto che sussiste tra la mentalità scientifica (laica e razionale) e la tolleranza intesa come valore in sé e per sé. Le prime due parti dello scritto sono una difesa dell'approccio scientifico rispetto ad alcune obiezioni spesso mosse nei confronti di esso, mentre la terza e ultima sezione discute la tolleranza in relazione ad alcuni problemi politici, ad esempio viene preso in esame il rapporto tra tolleranza assoluta e teoria del liberalismo di John Stuart Mill.
Moore conclude che la tolleranza incondizionata non è un valore e suggerisce, invece, di discernere razionalmente tra ciò che merita tolleranza (la ragione) e il resto (l'irrazionale, il falso...)

### La tolleranza repressiva
Marcuse sostiene che la tolleranza non sia altro che un mascheramento della repressione, un mezzo per perpetuare il dominio degli oppressori sugli oppressi.
Affermando che, all'interno di una società repressiva, i movimenti progressisti che accettano le regole del gioco diventano essi stessi strumenti di schiavitù, il filosofo arriva a teorizzare l'esistenza di un "diritto naturale" per le minoranze oppresse di usare mezzi extralegali qualora i legali si fossero rivelati insufficienti (teoria della soppressione del regresso).
A questo concetto è direttamente collegata la teoria della tolleranza discriminatoria, secondo la quale l'unico modo per spezzare la tirannia degli oppressori (i quali godono, ormai, del sostegno dell'opinione pubblica, imbrigliata e indottrinata) sarebbe ritirare la tolleranza verso i movimenti regressivi, promuovendo così la sovversione.

## Accoglienza della critica
Nel 1970 il filosofo e politologo britannico Maurice Cranston definì la Critica della tolleranza come la miglior opera di Herbert Marcuse fino a quel momento. Cranston sottolineò come il libro fosse pubblicato "in un formato peculiare, rilegato in nero come un breviario o un messale; forse per competere con il Libretto Rosso di Mao Tse-tung per diventare la lettura devozionale dei sit-in studenteschi".
Alasdair MacIntyre dichiarò che la teoria della soppressione del regresso "è forse la più pericolosa tra tutte le dottrine di Marcuse, non solo perché ciò che afferma è falso, quanto perché se tale dottrina fosse ampiamente mantenuta, essa costituirebbe una barriera contro ogni progresso razionale e liberazione". Il filosofo scozzese sostiene che la caratteristica fondamentale della tolleranza non sia la verità, ma la razionalità: è una "necessaria condizione di razionalità che un uomo possa esprimere le proprie convinzioni cosicché risulti chiaro quali prove sarebbero contro tali convinzioni" e che egli sia aperto alle critiche in modo tale che le sue opinioni possano essere confutate sulla base di qualunque obiezione possibile: negare la tolleranza ad un individuo equivarrebbe, quindi, ad esentarlo da critiche e confutazioni. Secondo MacIntyre, Marcuse mette in grave pericolo la propria razionalità rifiutandosi di ammettere la fallibilità delle proprie teorie.